# جاتینارا
جاتینارا (به ایتالیایی: گاتینارا) یک کومونه در ایتالیا است که در استان ورسلی واقع شده‌است.

## خصوصیات
جاتینارا ۳۳٫۵ کیلومترمربع مساحت و ۸٬۵۰۶ نفر جمعیت دارد و ۲۶۵ متر بالاتر از سطح دریا واقع شده‌است.